# Carlos de Faria e Melo
Carlos de Faria e Melo (Santa Justa, Lisboa, 12 de Julho de 1849 — Glória, Aveiro, 22 de Julho de 1917), 1.º Barão de Cadoro, foi um escritor, jornalista, político e diplomata português.

## Família
Nasceu a 12 e foi batizado a 19 de julho de 1849, na freguesia de Santa Justa, em Lisboa, como filho de José da Silva e Melo (São Miguel, Aveiro, 10 de Maio de 1813 — 30 de Setembro de 1853), Bacharel formado em Direito pela Faculdade de Direito da Universidade de Coimbra, e de sua mulher, de quem foi primeiro marido, Ana de Faria e Melo ou de Faria e Magalhães (Campos dos Goytacazes, 31 de Março de 1826 — Aveiro, Glória, 19 de Maio de 1878). Era seu irmão Jorge de Faria e Melo (4 de Setembro de 1851 — 16 de Outubro de 1925), solteiro e sem geração, e sua irmã Paula de Faria e Melo, casada com Bernardo Xavier de Magalhães (Aveiro, 23 de Outubro de 1830 — Aveiro, 14 de Abril de 1882).

## Biografia
Bacharel formado em Direito pela Faculdade de Direito da Universidade de Coimbra e Proprietário em Aveiro, foi escritor e jornalista de certo mérito. Colaborou na Crónica Moderna de Gervásio Lobato e foi um dos Fundadores do Grémio Moderno, onde colaborou nos serões dedicados ao 2.º Centenário da Morte de Calderón de la Barca (1881) e ao 2.º Centenário do Nascimento do Marquês de Pombal (1899). Fundou o jornal Comédia Portuguesa, com Gervásio Lobato, e o trissemanário A Locomotiva que, não obstante ter tido vida efémera, inseriu colaboração de Camilo Castelo Branco, Augusto Fuschini, Luís de Magalhães, Alexandre da Conceição, Guilherme de Azevedo, Visconde de Benalcanfor, Gervásio Lobato, Gonçalves Crespo, Júlio César Machado, Cândido de Figueiredo, etc. Publicou, entre outros, os seguintes volumes: Um Conto de... Reis, ilustrado por Julião Machado, Contos Largos, Dinís, Portugueses Cosmopolitas e O Piano. De colaboração com o Dr. Joaquim de Melo e Freitas publicou também: Homenagem ao Distinto Explorador de África - Serpa Pinto - Major do Exército Português.
Foi Administrador do Concelho de Aveiro e Governador Civil do Distrito de Aveiro, Cônsul de Espanha em Aveiro, Comendador da Ordem de Isabel a Católica, etc.
Foi-lhe concedido o título de 1.º Barão de Cadoro, em duas vidas, por Decreto de 16 de Novembro de 1893 de D. Carlos I de Portugal.
Morreu a 22 de julho de 1917, aos 68 anos, vítima de lesão vascular, na Quinta de Cadoro, freguesia da Glória, em Aveiro.

## Casamentos e descendência
Casou primeira vez em Lisboa, Santa Isabel, a 30 de Junho de 1869 com sua prima em segundo grau Maria Teresa Pereira de Melo (Santa Rita, Rio de Janeiro, 15 de Junho de 1850 — Lisboa, Alcântara, 10 de Maio de 1874), filha de Francisco da Silva e Melo Soares de Freitas, 1.º Visconde do Barreiro, e de sua mulher Ana Joaquina Pereira de Melo, de quem teve uma filha:
- Maria Teresa de Faria e Melo (Santa Isabel, Lisboa, 7 de Julho de 1871 — Aveiro, 3 de Novembro de 1929), 1.ª Baronesa da Recosta

Casou segunda vez na igreja de San Andrés, em Madrid, com Rosa Eloísa (Rosa Heloísa) de Milanos y Cossi (Porto de Santa Maria, Andaluzia — ?), de quem teve um filho e duas filhas:
- Carlos de Faria de Milanos ou Carlos de Cadoro (Vera Cruz, Aveiro, 3 de Dezembro de 1878 — 8 de Janeiro de 1932), que usou o título de 2.º Barão de Cadoro
- Ana de Faria e Melo de Milanos (6 de Janeiro de 1880 — 20 de Dezembro de 1946), casada com António Caetano de Figueiredo (13 de Janeiro de 1870 — 26 de Maio de 1955), com geração
- Elvira de Faria e Melo de Milanos (Aveiro - ?), casada com Eugénio Adelino de Lima (Porto — ?), com geração